# Frederik Ausloos
Frederik Ausloos (29 februari 1996) is een Belgische atleet, die gespecialiseerd is in het polsstokhoogspringen. Hij veroverde één Belgische titel.

## Biografie
Ausloos werd in 2020 voor het eerst Belgisch indoorkampioen polsstokspringen.
Ausloos is aangesloten bij Daring Club Leuven Atletiek.

## Belgische kampioenschappen
Indoor
| Onderdeel        | Jaar |
| ---------------- | ---- |
| polsstokspringen | 2020 |

## Persoonlijke records
Outdoor
| Onderdeel        | Prestatie | Datum        | Plaats |
| ---------------- | --------- | ------------ | ------ |
| polsstokspringen | 5,31 m    | 29 juni 2019 | Keulen |

Indoor
| Onderdeel        | Prestatie | Datum           | Plaats |
| ---------------- | --------- | --------------- | ------ |
| polsstokspringen | 5,40 m    | 9 februari 2019 | Gent   |

## Palmares
polsstokspringen
- 2018:  BK AC - 5,30 m
- 2019:  BK indoor AC - 5,30 m
- 2020:  BK indoor AC - 5,30 m
- 2021:  BK AC - 4,60 m